# Gabriela Ocete
Gabriela Ocete, née le 6 mai 1988 à Palma de Majorque (Espagne), est une joueuse espagnole de basket-ball.

## Biographie
Après plusieurs saisons à la Juventut Mariana (9,7 points, 5,1 passes décisives, 2,6 balles perdues et1,5 rebonds par match en 2011-2012), elle signe à l'été 2012 en France à Tarbes.

## Club
- 2006-2007 :  Rivas Futura
- 2007-2012 :  Joventud Mariana / Soller Bon Día
- 2012-2012 :  Santa Maria de Guayaquil
- 2012-2013 :  Tarbes Gespe Bigorre
- 2013- :  Rivas Ecópolis

## Palmarès
- Championne d’Europe Juniors en 2006
- Vainqueur du Challenge Round 2013[4].